# Delphacodes atrior
Delphacodes atrior är en insektsart som först beskrevs av Fowler 1905.  Delphacodes atrior ingår i släktet Delphacodes och familjen sporrstritar. Inga underarter finns listade i Catalogue of Life.